# Bilheteira dos cinemas em Portugal em 2022
Listas com o valor das receitas em euros (€) e o número de espectadores dos principais filmes lançados nos cinemas em Portugal, no ano de 2022.

## Filme com maior receita bruta em cada semana
| #  | Semana                          | Filme                                           | Receita bruta  | Espectadores |
| -- | ------------------------------- | ----------------------------------------------- | -------------- | ------------ |
| 1  | 30 de dezembro — 5 de janeiro   | Homem-Aranha: Sem Volta a Casa                  | 157 526,33 €   | 26 023       |
| 2  | 6 — 12 de janeiro               | Homem-Aranha: Sem Volta a Casa                  | 153 126,21 €   | 25 916       |
| 3  | 13 — 19 de janeiro              | Homem-Aranha: Sem Volta a Casa                  | 278 233,59 €   | 46 703       |
| 4  | 20 — 26 de janeiro              | Homem-Aranha: Sem Volta a Casa                  | 157 282,82 €   | 26 989       |
| 5  | 27 de janeiro — 2 de fevereiro  | Homem-Aranha: Sem Volta a Casa                  | 121 713,63 €   | 20 788       |
| 6  | 3 — 9 de fevereiro              | Homem-Aranha: Sem Volta a Casa                  | 95 888,03 €    | 16 853       |
| 7  | 10 — 16 de fevereiro            | Morte no Nilo                                   | 154 408,18 €   | 26 834       |
| 8  | 17 — 23 de fevereiro            | Uncharted                                       | 574 562,18 €   | 95 086       |
| 9  | 24 de fevereiro — 2 de março    | Uncharted                                       | 480 410,48 €   | 80 598       |
| 10 | 3 — 9 de março                  | The Batman                                      | 600 870,74 €   | 96 975       |
| 11 | 10 — 16 de março                | The Batman                                      | 394 798,96 €   | 64 176       |
| 12 | 17 — 23 de março                | The Batman                                      | 223 895,44 €   | 38 089       |
| 13 | 24 — 30 de março                | The Batman                                      | 163 269,01 €   | 27 567       |
| 14 | 31 de março — 6 de abril        | Morbius                                         | 297 452,32 €   | 49 177       |
| 15 | 7 — 13 de abril                 | Monstros Fantásticos: Os Segredos de Dumbledore | 592 714,69 €   | 96 744       |
| 16 | 14 — 20 de abril                | Monstros Fantásticos: Os Segredos de Dumbledore | 309 918,57 €   | 52 147       |
| 17 | 21 — 27 de abril                | Monstros Fantásticos: Os Segredos de Dumbledore | 227 208,56 €   | 37 983       |
| 18 | 28 de abril — 4 de maio         | A Cidade Perdida                                | 98 556,27 €    | 16 953       |
| 19 | 5 — 11 de maio                  | Doutor Estranho no Multiverso da Loucura        | 856 818,07 €   | 136 412      |
| 20 | 12 — 18 de maio                 | Doutor Estranho no Multiverso da Loucura        | 391 871,48 €   | 63 834       |
| 21 | 19 — 25 de maio                 | Doutor Estranho no Multiverso da Loucura        | 221 026,23 €   | 36 559       |
| 22 | 26 de maio — 1 de junho         | Top Gun: Maverick                               | 914 120,61 €   | 136 790      |
| 23 | 2 — 8 de junho                  | Top Gun: Maverick                               | 815 964,53 €   | 122 482      |
| 24 | 9 — 15 de junho                 | Top Gun: Maverick                               | 509 356,81 €   | 86 465       |
| 25 | 16 — 22 de junho                | Top Gun: Maverick                               | 516 004,34 €   | 83 009       |
| 26 | 23 — 29 de junho                | Top Gun: Maverick                               | 321 338,01 €   | 52 637       |
| 27 | 30 de junho — 6 de julho        | Mínimos 2: A Ascensão de Gru                    | 661 191,46 €   | 75 372       |
| 28 | 7 — 13 de julho                 | Thor: Amor e Trovão                             | 731 716,93 €   | 118 452      |
| 29 | 14 — 20 de julho                | Mínimos 2: A Ascensão de Gru                    | 419 105,88 €   | 78 760       |
| 30 | 21 — 27 de julho                | Mínimos 2: A Ascensão de Gru                    | 342 990,55 €   | 64 071       |
| 31 | 28 de julho — 3 de agosto       | Mínimos 2: A Ascensão de Gru                    | 257 231,98 €   | 47 776       |
| 32 | 4 — 10 de agosto                | Bullet Train: Comboio Bala                      | 283 953,14 €   | 46 010       |
| 33 | 11 — 17 de agosto               | Curral de Moinas - Os Banqueiros do Povo        | 561 003,10 €   | 97 299       |
| 34 | 18 — 24 de agosto               | Curral de Moinas - Os Banqueiros do Povo        | 351 536,02 €   | 61 211       |
| 35 | 25 — 31 de agosto               | Curral de Moinas - Os Banqueiros do Povo        | 266 343,91 €   | 47 008       |
| 36 | 1 — 7 de setembro               | Curral de Moinas - Os Banqueiros do Povo        | 184 507,18 €   | 32 000       |
| 37 | 8 — 14 de setembro              | Curral de Moinas - Os Banqueiros do Povo        | 128 299,90 €   | 22 798       |
| 38 | 15 — 21 de setembro             | Bilhete para o Paraíso                          | 330 238,54 €   | 57 196       |
| 39 | 22 — 28 de setembro             | Bilhete para o Paraíso                          | 267 282,50 €   | 46 349       |
| 40 | 29 de setembro — 5 de outubro   | Bilhete para o Paraíso                          | 242 272,33 €   | 42 194       |
| 41 | 6 — 12 de outubro               | "A Mulher Rei"                                  | 147 701,16 €   | 23 386       |
| 42 | 13 — 19 de outubro              | "Sorri"                                         | 149 844,78 €   | 26 139       |
| 43 | 20 — 26 de outubro              | "Black Adam"                                    | 471 310,83 €   | 76 142       |
| 44 | 27 de outubro — 2 de novembro   | "Black Adam"                                    | 393 469,35 €   | 63 139       |
| 45 | 3 — 9 de novembro               | "Black Adam"                                    | 261 294,06 €   | 56 539       |
| 46 | 10 — 16 de novembro             | "Black Panther: Wakanda para Sempre"            | 863 025,32 €   | 132 934      |
| 47 | 17 — 23 de novembro             | "Black Panther: Wakanda para Sempre"            | 461 095,96 €   | 72 397       |
| 48 | 24 de novembro — 30 de novembro | "Black Panther: Wakanda para Sempre"            | 224 267,00 €   | 35 458       |
| 49 | 1 — 7 de dezembro               | "Black Panther: Wakanda para Sempre"            | 180 716,89 €   | 28 502       |
| 50 | 8 — 14 de dezembro              | "O Gato das Botas: O Último Desejo"             | 230 208,65 €   | 42 669       |
| 51 | 15 — 21 de dezembro             | "Avatar: O Caminho da Água"                     | 1 842 963,21 € | 262 181      |
| 52 | 22 — 28 de dezembro             | "Avatar: O Caminho da Água"                     | 1 464 200,37 € | 204 457      |